# José Pio Aza
José Pio Aza, ou Frère José Pío Aza Martínez de Vega (né à Pola de Lena, dans les Asturies en Espagne le 12 juillet 1865 et décédé à Quillabamba au Pérou le 7 octobre 1938), est un prêtre dominicain espagnol, missionnaire, explorateur, linguiste et éthnologue au Pérou.

## Biographie
Entré chez les Dominicains en Espagne à l'âge de 18 ans, après sa formation de base il se consacre à l'enseignement dans diverses écoles de son ordre à Valladolid. En 1906 il répond à l'appel missionnaire et est envoyé au Pérou. Il est envoyé pour évangéliser les tribus indiennes du territoire appelé Hoya Amazonica. Au contact des indiens il apprend leur langue et étudie leurs coutumes. Il se lance aussi dans l'expédition de la région de Madre de Dios, située dans l'Amazonie péruvienne, près de la frontière avec la Bolivie et le Brésil. Pendant près de 10 ans il explore les fleuves et cours d'eau de la région, des éléments géographiques qui, au début du XXe siècle, n'apparaissaient sur aucune carte. 
Missionnaire, explorateur José Pio Aza reste néanmoins surtout connu pour ses travaux comme éthnologue et linguiste. Son étude de la langue machinguenga fit date. Son dictionnaire et grammaire de la langue Machinguenga, qui est connu sous le titre d'Estudio de la lengua machinguenga fut publié à Lima, en 1932.

## Œuvres
- La lengua de los salvajes machiguengas (1921)
- De las tribus salvajes del Amazonas (1922)
- Origen de las tribus salvajes del Amazonas (1923)
- La tribu machiguenga (1923)
- Vocabulario español machiguenga (1923-24)
- Estudio sobre la lengua machiguenga (1924)
- Estudio sobre la lengua machiguenga. Edición, introducción y notas de G. González (2005)